# Потенциал почвенной влаги
Потенциал (давление) почвенной влаги (обозначение: Ψ или P) — полезная работа на единицу количества воды, которую необходимо совершить, чтобы переместить обратимо и изотермически бесконечно малое количество чистой воды с определённой высоты относительно уровня моря в рассматриваемую точку почвенной толщи при неизменном внешнем давлении. Имеет размерность дж/кг, однако, учитывая что джоуль равен Ньютону умноженному на метр, а плотность воды единична, в результате сокращения получим Н/м2 0,001, то есть 1000 Па (размерность давления). Поэтому потенциал почвенной влаги может рассматриваться как её давление и определяется в таком случае, как уменьшение давления, измеренное относительно свободной чистой воды, причиной которого являются капиллярные силы, расклинивающее давление между почвенными частицами, осмотические явления, гравитация и давление вышележащих слоёв почвы или атмосферы. За счёт этого уменьшения давления почва обладает способностью втягивать в себя воду и удерживать её. Различают как полный потенциал (давление), так и его составляющие по указанным причинам возникновения.
Разность потенциалов (давлений) почвенной влаги определяет, будет ли вода двигаться из одной точки в другую. Потенциал свободной чистой воды принят за 0.
Измеряется тензиометром.